# Charles Petiet
Pour les articles homonymes, voir Petiet.
Charles Petiet, né le 20 janvier 1879 à Paris et décédé le 1er octobre 1958 à Paris XVIe,, est un industriel français de l'automobile. 
Créateur à 24 ans de la marque Ariès, il est président de la chambre syndicale des constructeurs automobiles de 1918 à 1953, président de la Générale française automobile, membre du conseil de l'Union des industries métallurgiques et minières et du Conseil des industries métallurgiques mécaniques de la région parisienne. Il est aussi, de 1921 à sa mort en 1958, président du comité du Salon de l'automobile. 

## Biographie
(septembre 2024).
Charles Petiet nait à Paris 10e de André, Baron Petiet (1853-1903) et de Adèle Bricogne (1857-1929).
De haute taille (1,82 m), de bonne stature, Charles Petiet était doué d’une vitalité exceptionnelle et d’une puissance de travail surprenante.
Ce très grand travailleur débordait de vie. Dans sa jeunesse, il avait pratiqué tous les sports : football, escrime, cheval, tir, il avait été à 20 ans champion de tir junior. Contemporain de la naissance de la bicyclette, puis des premiers et modestes engins à pétrole, leur conduite fut pour lui un jeu passionnant. Mais déjà à cet âge, la chasse était son sport favori et le demeurera jusqu’à l’année de son décès, à 79 ans.
Sa puissance de travail et sa volonté étaient servies par une santé sans défaillance il était véritablement bâti « à chaux et à sable ».
Au-delà d’apparences souvent rudes, il savait faire preuve d’une compréhension humaine profonde, faite d’expérience, d’élans du cœur généreux et clairvoyants. On respectait « ses interventions originales où il savait, en quelques mots, mettre amis et adversaires en face des réalités. ».

« C’était un orateur surprenant. Non qu’il employât les artifices de l’art oratoire. Dans ses propos, pas de périodes brillantes, point de morceaux de bravoure. Il parlait d’une voix égale, empreinte d’une bonhomie un peu narquoise, mais il disait bien ce qu’il voulait dire. »

— Philippe
Girardet[réf. nécessaire]
On parlait de ses terribles boutades : effectivement, « de la voix au début volontairement ralenti, de son ton traînant et volontiers gouailleur, le Baron Petiet assénait parfois de terribles coups de boutoir, précis comme les balles de sa carabine, fatale à tant de sangliers. Son franc-parler ne lui valut pas que des amis. »
Ceux qui le connurent bien, célébraient sa forte personnalité et sa haute intelligence, sa farouche indépendance et son désintéressement, ses connaissances techniques, son esprit mordant et parfois sarcastique.
Ceux qui le connurent mieux encore, ont témoigné de sa sensibilité : 

« Sous son abord qu’il voulait bourru, il cachait discrètement une générosité agissante, une sensibilité affectueuse. »

— Jacques Loste[réf. nécessaire]
Son allure altière n’était que l’enveloppe extérieure recouvrant un cœur sensible et fraternel qui ne voulait pas le paraître. On aurait pu lui appliquer ce que Louis Barthou avait dit de Poincaré : « Il portait ses roses en dedans ». (Bulletin de la Chambre syndicale des constructeurs automobiles - 16 octobre 1958)[réf. nécessaire].
Sûr en amitié au plus haut point, quand il accordait sa confiance elle était totale, et il ne la retirait que devant l’évidence sans se plaindre de l’ingratitude”.
En tant que président du Salon, il accueillit successivement les présidents de la République, à savoir Raymond Poincaré, Alexandre Millerand, Gaston Doumergue, Paul Doumer, Albert Lebrun, Vincent Auriol, René Coty ainsi que divers souverains étrangers, dont le Sultan du Maroc.
« La personnalité du Baron Petiet dominait l’inauguration ; on le voyait se pencher, à la fois déférent et souriant à l’oreille du Chef de l’État pour lui “situer” tel constructeur d’automobiles, pour lui désigner tel détail technique caractérisant un nouveau type de moteur, de transmission ou de frein, une carrosserie ou un équipement inédit ».

### Fonctions
- Fondateur et président de la Société des automobiles Ariès
- Directeur du Magasin central automobile de l'armée française pendant la Première Guerre mondiale
- Président du Groupement Hispano (construction de moteurs d'avions) en 1916, 1917 et 1918
- Fondateur et président de l'Union de consommateurs de produits métallurgiques et industriels
- Président de la Société pour l'équipement électrique des véhicules (SEV)
- Vice-président de la Société des compteurs et moteurs Aster
- Président de la chambre syndicale des constructeurs automobiles (1918-1953)
- Président du comité du Salon de l'automobile (1919-1958)
- Président de la Fédération nationale de l'automobile, du cycle, du motocycle, de l'aéronautique et des industries qui s'y rattachent
- Fondateur et président du Bureau permanent international des constructeurs d'automobiles
- Président d'honneur de la Société des ingénieurs de l'automobile
- Président de la Générale française automobile (GFA) (camions Bernard, Delage, Delahaye, Laffly, Simca, Unic)
- Fondateur et membre de l'Union routière de France
- Vice-président de l'Automobile Club de France
- Président de la Confédération générale du patronat français
- Membre du conseil de la Chambre syndicale de la sidérurgie française
- Membre du bureau de l'Union des industries métallurgiques et minières
- Membre de la Chambre de commerce de Paris
- Président de l'Association amicale des anciens élèves de l'École centrale des arts et manufactures (il est lui même issu de la promotion 1901)

## Distinctions
- Commandeur de l'ordre de la Couronne
- Croix militaire
- Grand officier de la Légion d'honneur[2],[4]

## Hommage
Le lycée Charles-Petiet de Villeneuve-la-Garenne porte son nom depuis 1994. La cérémonie de baptême s'est déroulée en présence des héritiers du baron Petiet, qui ont déposé en prêt un véhicule Aries du début du XXe siècle, aujourd’hui exposé dans le hall d’accueil. Ce lycée, initialement installé à Puteaux (de 1943 à 1972) et qui accueille également le CFA de la carrosserie, est notamment connu pour son rôle dans la préparation et la maintenance en course des véhicules du 4L Trophy, assurée par les élèves de l'établissement. Le 6 mai 2014, le 70e anniversaire du lycée a été célébré par une manifestation de fort retentissement en présence des petits-neveux du baron.